# Stelis rhomboglossa
Stelis rhomboglossa är en orkidéart som beskrevs av Rudolf Schlechter. Stelis rhomboglossa ingår i släktet Stelis och familjen orkidéer. Inga underarter finns listade i Catalogue of Life.